# روفوس أندرسون ليمان
روفوس أندرسون ليمان (بالإنجليزية: Rufus Anderson Lyman)‏ هو قاضي وسياسي أمريكي، ولد في 23 يونيو 1842 بهيلو في الولايات المتحدة، وتوفي في 4 يوليو 1910.